# For One Night
For One Night es una película del 2006, basada en la verdadera historia de Gerica McCrary, quien hizo los titulares en el 2002 por conseguir en el Taylor County High School en su ciudad natal de Butler, Georgia, integrar el baile después de 31 años de segregación. Protagonizada por las estrellas Raven-Symoné como Briana McCallister y Aisha Tyler como Desiree Howard. La película fue filmada en el verano de 2005 en Luisiana, justo antes del huracán Katrina. La película fue escrita por Dee Harris-Lawrence.

## Sinopsis
Inspirado en la historia verdadera de una adolescente afroamericana, que sacudió una pequeña ciudad donde las fiestas escolares del instituto habían sido segregadas racialmente durante décadas. Entre las protestas de la comunidad y con la ayuda de un reportero de un periódico que vuelve a su ciudad natal para cubrir la historia, las dos mujeres son capaces de invertir las décadas de tradición racista y hacer historia, al menos por una noche.

## Reparto
- Raven-Symoné ... Brianna McCallister
- Aisha Tyler ... Desiree Howard
- Jason Lewis ... Mark Manning
- Sam Jones III ... Brandon Williams
- Gary Grubbs ...  Señor Thornton
- William Ragsdale ...  Earl Randall
- Harold Sylvester... Señor Howard, padre de Desiree
- Donna DuPlantier ... Tía Marlene
- Joan Pringle ... Mrs. Edna Howard
- Rhoda Griffis ... Ginny Stephens
- Daina Gozan ... Sela Moody
- Mills Allison ... Ely Hardy
- Caroline Jahna ... Carla Thornton
- James Aaron ... Myron Dawson
- Louis Herthum ... Sheriff Taylor
- Katie Seeley ... Kelly Reynolds
- Azure Dawn ... Lily Dubois
- Adam Powell ... Paul Beaudine
- Chuck Halley ... Reportero de periódico

## Fechas de estreno
- Estados Unidos: 6 de febrero de 2006.[2]
- Australia: 6 de agosto de 2006.[2]
- Hungría: 31 de octubre de 2006.[2]
- Reino Unido: 19 de enero de 2007.[2]

### DVD
La película fue lanzada en iTunes el 26 de marzo de 2007, y lanzada en DVD el 18 de septiembre de 2012..

## Nominaciones
2007
- Image Awards: Actriz destacada en una Película de Televisión, Mini-Serie o Especial Dramático: Aisha Tyler[4]

## Trivia
- En una entrevista con el director de cine, Raven-Symoné dijo que tuvo que subir de peso para el papel principal y también obtener un acento sureño.
- Al final de la película (escena de baile) se escucha la nueva canción de Raven: "Gravity"